# سیتی پارک، پنانگ
سیتی پارک، پنانگ (به انگلیسی: City Park, Penang) که در بین عموم به پارک جوانان هم معروف است، یک پارک شهری در شهر جرج تاون در ایالت پنانگ، مالزی است. سیتی پارک که نزدیک باغ گیاه‌شناسی پنانگ واقع شده است، در سال ۱۹۷۲ به عنوان، یک منطقهٔ تفریحی و تولیدکننده اکسیژن هوا برای ساکنان شهر، افتتاح شد.
مطابق با نام خود، سیتی پارک دارای امکانات تفننی مختلفی همچون، زمین بازی، یخ سُرگاه چرخ سُری، استخر، محوطهٔ کنج دیوارنگاری، مسیر پابرهنگی و یک ادیتوریوم در فضای باز است، که استفاده از تمام اینها برای عموم آزاد است. وظیفه حفظ و نگهداری از پارک بر عهده شورای شهر جزیره پنانگ می‌باشد.